# Wereldkampioenschappen schoonspringen 2022 – driemeterplank vrouwen
Het schoonspringen vanaf de driemeterplank voor vrouwen tijdens de wereldkampioenschappen schoonspringen 2022 vond plaats op 1 en 2 juli 2022 in de Donau-arena in Boedapest.

## Uitslag
Groen geeft de finalisten weer.

Blauw geeft de halvefinalisten weer.
| Rang   | Naam                   | Land                | Voorronde | Voorronde | Halve finale  | Halve finale  | Finale        | Finale        |
| Rang   | Naam                   | Land                | Punten    | Rang      | Punten        | Rang          | Punten        | Rang          |
| ------ | ---------------------- | ------------------- | --------- | --------- | ------------- | ------------- | ------------- | ------------- |
| Goud   | Chen Yiwen             | China               | 357,95    | 1         | 356,45        | 1             | 366,90        | 1             |
| Zilver | Mia Vallée             | Canada              | 344,95    | 4         | 300,45        | 4             | 329,00        | 2             |
| Brons  | Chang Yani             | China               | 341,25    | 2         | 345,80        | 2             | 325,85        | 3             |
| 4      | Tina Punzel            | Duitsland           | 294,30    | 7         | 285,00        | 8             | 315,60        | 4             |
| 5      | Sarah Bacon            | Verenigde Staten    | 324,60    | 3         | 294,60        | 7             | 314,25        | 5             |
| 6      | Michelle Heimberg      | Zwitserland         | 292,85    | 8         | 277,80        | 11            | 301,95        | 6             |
| 7      | Sayaka Mikami          | Japan               | 209,65    | 6         | 297,00        | 6             | 294,20        | 7             |
| 8      | Grace Reid             | Verenigd Koninkrijk | 254,00    | 18        | 272,00        | 12            | 292,90        | 8             |
| 9      | Chiara Pellacani       | Italië              | 268,80    | 15        | 303,75        | 3             | 291,60        | 9             |
| 10     | Haruka Enomoto         | Japan               | 273,45    | 14        | 280,90        | 10            | 281,05        | 10            |
| 11     | Emilia Nilsson         | Zweden              | 292,80    | 9         | 283,55        | 9             | 265,20        | 11            |
| 12     | Lena Hentschel         | Duitsland           | 276,60    | 12        | 297,60        | 5             | 262,55        | 12            |
| 13     | Kristen Hayden         | Verenigde Staten    | 302,00    | 5         | 270,30        | 13            | Uitgeschakeld | Uitgeschakeld |
| 14     | Luana Lira             | Brazilië            | 281,20    | 11        | 270,15        | 14            | Uitgeschakeld | Uitgeschakeld |
| 15     | Emma Gullstrand        | Zweden              | 267,30    | 16        | 266,30        | 15            | Uitgeschakeld | Uitgeschakeld |
| 16     | Kim Su-ji              | Zuid-Korea          | 273,75    | 13        | 257,05        | 16            | Uitgeschakeld | Uitgeschakeld |
| 17     | Arantxa Chávez         | Mexico              | 282,60    | 10        | 255,35        | 17            | Uitgeschakeld | Uitgeschakeld |
| 18     | Maha Eissa             | Egypte              | 255,30    | 17        | 230,20        | 18            | Uitgeschakeld | Uitgeschakeld |
| 19     | Madeline Coquoz        | Zwitserland         | 252,55    | 19        | Uitgeschakeld | Uitgeschakeld | Uitgeschakeld | Uitgeschakeld |
| 20     | Lauren Hallaselkä      | Finland             | 250,80    | 20        | Uitgeschakeld | Uitgeschakeld | Uitgeschakeld | Uitgeschakeld |
| 21     | Estilla Mosena         | Hongarije           | 244,80    | 21        | Uitgeschakeld | Uitgeschakeld | Uitgeschakeld | Uitgeschakeld |
| 22     | Georgia Sheehan        | Australië           | 241,70    | 22        | Uitgeschakeld | Uitgeschakeld | Uitgeschakeld | Uitgeschakeld |
| 23     | Clare Cryan            | IRL                 | 238,75    | 23        | Uitgeschakeld | Uitgeschakeld | Uitgeschakeld | Uitgeschakeld |
| 24     | Viviana Uribe          | Colombia            | 238,70    | 24        | Uitgeschakeld | Uitgeschakeld | Uitgeschakeld | Uitgeschakeld |
| 25     | Yasmin Harper          | Verenigd Koninkrijk | 236,90    | 25        | Uitgeschakeld | Uitgeschakeld | Uitgeschakeld | Uitgeschakeld |
| 26     | Helle Tuxen            | Noorwegen           | 234,75    | 26        | Uitgeschakeld | Uitgeschakeld | Uitgeschakeld | Uitgeschakeld |
| 27     | Brittany O'Brien       | Australië           | 233,70    | 27        | Uitgeschakeld | Uitgeschakeld | Uitgeschakeld | Uitgeschakeld |
| 28     | Daniela Zapata         | Colombia            | 230,60    | 28        | Uitgeschakeld | Uitgeschakeld | Uitgeschakeld | Uitgeschakeld |
| 29     | Margo Erlam            | Canada              | 224,00    | 29        | Uitgeschakeld | Uitgeschakeld | Uitgeschakeld | Uitgeschakeld |
| 30     | Anna Lucia Rodrigues   | Brazilië            | 219,70    | 30        | Uitgeschakeld | Uitgeschakeld | Uitgeschakeld | Uitgeschakeld |
| 31     | Gabriela Gutiérrez     | Mexico              | 217,20    | 31        | Uitgeschakeld | Uitgeschakeld | Uitgeschakeld | Uitgeschakeld |
| 32     | Ana Ricci              | Peru                | 215,65    | 32        | Uitgeschakeld | Uitgeschakeld | Uitgeschakeld | Uitgeschakeld |
| 33     | Aleksandra Błażowskaen | Polen               | 199,50    | 33        | Uitgeschakeld | Uitgeschakeld | Uitgeschakeld | Uitgeschakeld |
| 34     | Maggie Squire          | Nieuw-Zeeland       | 197,80    | 34        | Uitgeschakeld | Uitgeschakeld | Uitgeschakeld | Uitgeschakeld |
| 35     | Elizabeth Miclau       | Puerto Rico         | 187,15    | 35        | Uitgeschakeld | Uitgeschakeld | Uitgeschakeld | Uitgeschakeld |
| 36     | Ong Ker Ying           | Maleisië            | 186,00    | 36        | Uitgeschakeld | Uitgeschakeld | Uitgeschakeld | Uitgeschakeld |
| 37     | Emma Veisz             | Hongarije           | 179,95    | 37        | Uitgeschakeld | Uitgeschakeld | Uitgeschakeld | Uitgeschakeld |
| 38     | Gladies Haga           | Indonesië           | 165,45    | 38        | Uitgeschakeld | Uitgeschakeld | Uitgeschakeld | Uitgeschakeld |